# Romane Armand
Pour les articles homonymes, voir Armand.
Romane Armand, née le 1er février 1993 à Arlon (province de Luxembourg), est une illustratrice, bédéaste, graveuse et éditrice belge.

## Biographie
Romane Armand naît le 1er février 1993 à Arlon. En 2016, elle édite Le Jour à mains nues, un roman d'autofiction de Marinette Marchal. Elle est diplômée de l'École de recherche graphique (ERG) en 2017. Elle imagine des récits où les non humains ont une voix et cherchent de nouveaux moyens d’existence. Elle travaille sur plusieurs projets d’édition situés entre la narration et la création de livres-objet avec des thèmes récurrents de fantômes, d’archives, de robots et d’objets volants non identifiés. En 2017, elle crée avec son binôme, Éléonore Scardoni, le projet de Forgeries. Ce projet est également une revue dessinée sous l'influence de la science-fiction. Un récit à voix multiples pour la création d'une astro-micronation fictive en Antarctique. Le premier tome intitulé Construction de l'exploratoire est publié en octobre 2018 et le second tome Varation catabatique est publié en janvier 2020 aux éditions En 3000.
En 2019, elle est lauréate d'une bourse d’aide au projet de la Fédération Wallonie-Bruxelles. La même  année, elle est lauréate du prix de la première œuvre en bande dessinée de la Fédération Wallonie-Bruxelles pour Forgeries avec Éléonore Scardoni. Ce prix s'élève à 5 000 euros.
En 2020, elle réalise avec Éléonore Scardoni Battre les airs autant qu’il le faut — une fiction australe autour de la migration des manchots — publié par le Ministère de la Fédération Wallonie Bruxelles / Service général des Lettres et du Livre.
Le 23 avril 2020, dans le cadre de la Journée mondiale du livre et du droit d'auteur, elle questionne la place de la lecture dans notre notre quotidien avec une planche titrée Toutes directions.
En janvier 2023, elle livre Le Chagrin du Cairn aux éditions En 3000 qui conte l'histoire de deux adolescentes, Anouk et Nelle, qui arpentent pour la première fois les montagnes. Puis en février de la même année, dans le cadre d'une résidence artistique à la KH Messen à Alvik dans le Hardangerfjord, Romane Armand et Éléonore Scardoni passent un mois en autarcie. Leur travail est publié dans l'ouvrage Nettwerk toujours chez le même éditeur.
En 2024, elle est signataire de la pétition visant à interdire l'exposition de Bastien Vivès dans une galerie d’art bruxelloise au motif que cette exposition contribue à banaliser la culture du viol et la pédocriminalité.
L'artiste travaille à Bruxelles en 2022,.

## Œuvre

### Publications

#### Romans graphiques
- Battre les airs autant qu’il le faut[5], Ministère de la Fédération Wallonie Bruxelles / Service général des Lettres et du Livre, 2020
Scénario et dessin : Romane Armand et Éléonore Scardoni - Couleurs : quadrichromie
- Le Chagrin du Cairn[8], En 3000 éditions, Bruxelles, janvier 2023
Scénario, dessin et couleurs : Romane Armand -  (ISBN 978-2-9602242-4-5)

#### Forgeries
- 1. Construction de l'exploratoire[4], En 3000 éditions, Bruxelles, octobre 2018
Scénario : Romane Armand, Éléonore Scardoni, Adrien Le Strat - Dessin : Romane Armand et Éléonore Scardoni - Couleurs : quadrichromie -  (ISBN 978-2-96022-420-7)
- 2. Varation catabatique[4], En 3000 éditions, Bruxelles, janvier 2020
Scénario : Romane Armand, Éléonore Scardoni, Antoine Carcano, Loïc Perillier - Dessin : Romane Armand et Éléonore Scardoni - Couleurs : quadrichromie -  (ISBN 978-2-9602242-1-4)

#### Artbook
- Nettwerk[9], En 3000, Bruxelles, février 2023
Scénario : Romane Armand, Éléonore Scardoni - Dessin : Romane Armand et Éléonore Scardoni - Couleurs : quadrichromie

#### Expositions collectives
- Les Turbulents - Récits d’exil : des voyages multiples, Centre belge de la bande dessinée, Bruxelles du 11 juin au 15 septembre 2022[11].

## Prix et récompenses
- 2019 :  prix de la première œuvre en bande dessinée de la Fédération Wallonie-Bruxelles pour Forgeries avec Éléonore Scardoni[5] ;
- 2020 :  mention spéciale du jury et du comité belge de la SCAM pour l’innovation en BD avec Éléonore Scardoni pour Forgeries[13],[14].

#### Articles
- Romane Armand (interviewée), « Romane Armand », sur magmatic.be (consulté le 14 mai 2023).

### Émission de radio
- Éléonore Scardoni et Romane Armand sur radio.grandpapier.org, invitées : Romane Armand et Éléonore Scardoni (1 h 55 min 46 s), 28 novembre 2018.